# Liste der Grabstätten der Habsburger
Diese Liste sammelt historische Grabstätten der Häuser Habsburg und Habsburg-Lothringen nach heutigen Staaten. Ehemalige Grabstätten werden nicht gelistet. Dem Ort der jeweiligen Institutionen folgen in Klammern weitere Details.

## Österreich

### Wien, Niederösterreich & Oberösterreich
- Kapuzinerkloster (Kaisergruft; Wien)
- Augustinerkirche (Loretokapelle; Wien)
- Domkirche St. Stephan (u. a. Herzogsgruft, Grabmal Kaiser Friedrichs III. & Kenotaph für Herzog Rudolf IV.; Wien)
- Minoritenkirche (Wien)[1]
- Dominikanerkirche St. Maria Rotunda (Wien)[2]
- Kirche der Heimsuchung Mariens (Salesianerinnenkloster, Wien)[3]
- Hütteldorfer Friedhof (Wien)[4]
- St. Georgs-Kathedrale (Wiener Neustadt, Niederösterreich)
- Stift Neukloster (Wiener Neustadt, Niederösterreich)[5]
- Stift Heiligenkreuz (Heiligenkreuz, Niederösterreich)
- Kartause Gaming (Gaming, Niederösterreich)
- Dreikönigskapelle (Tulln, Niederösterreich)[6]
- Stift Lilienfeld (Lilienfeld, Niederösterreich)
- Friedhof Gmünd (Gmünd, Niederösterreich)[7]
- Helenenfriedhof (Baden, Niederösterreich)[8]
- Pfarrkirche Sindelburg (Wallsee-Sindelburg, Niederösterreich)[9]
- Friedhof Bad Ischl (Bad Ischl, Oberösterreich)[10]
- Stadtpfarrkirche Mariä Himmelfahrt (Linz, Oberösterreich)[11]
- Alter Dom (Linz, Oberösterreich)[12]
- Friedhof Altmünster (Altmünster, Oberösterreich)[13]
- Friedhof Mondsee (Mondsee, Oberösterreich)[14]

### Steiermark, Kärnten & Burgenland
- Katharinenkirche (Graz, Steiermark)
- Karmeliterinnenkloster (Graz, Steiermark)[15]
- Basilika Seckau (Abtei Seckau, Steiermark)
- Stift Neuberg (Neuberg an der Mürz, Steiermark)
- Stift Rein (Gratwein-Straßengel, Steiermark)[16]
- Stift St. Paul (Lavanttal, Kärnten)[17]
- Kirche des Elisabethinenkonvents (Klagenfurt am Wörthersee, Kärnten)[18]
- Pfarrkirche Halbturn (Halbturn, Burgenland)[19]

### Tirol & Salzburg
- Stift Stams (u. a. Österreichisches Grab; Stams, Tirol)
- Jesuitenkirche (Innsbruck, Tirol)
- Dom zu St. Jakob (Innsbruck, Tirol)
- Servitenkirche (Innsbruck, Tirol)[20]
- Herz-Jesu-Basilika (Haller Damenstift, Hall in Tirol, Tirol)[21]
- Jesuitenkirche (Hall in Tirol, Tirol)[22]
- Hofkirche Innsbruck (u. a. Kenotaph Kaiser Maximilians I.; Innsbruck, Tirol)
- in Tulfes (Tulfes, Tirol)[23]
- Friedhof zur Pfarrkirche Siezenheim (Wals-Siezenheim, Salzburg)[24]
- Stiftskirche St. Peter (Stift Sankt Peter, Salzburg, Salzburg)[25]

## Italien
- Dom Maria Himmelfahrt (Bozen, Südtirol)[26]
- Maria-Trost-Kirche (Meran, Südtirol)[27]
- Kathedrale San Giusto (Triest, Friaul-Julisch Venetien)[28]
- Basilica di San Lorenzo (Florenz, Toskana)[29]
- Mausoleum des Tenuta Reale (Viareggio, Toskana)[30]
- Santa Maria dell’Anima (Rom, Latium)[31]
- Kirche San Sisto (Piacenza, Emilia-Romagna)[32]
- Kirche San Vincenzo (Modena, Emilia-Romagna)[33]
- Kirchen San Giovanni di Malta & San Biagio (Venedig, Venetien)[34]

## Ungarn
- Basilika St. Stephan (Stuhlweißenburg, Komitat Fejér)
- Palatinusgruft (Burgpalast, Budapest)
- Erzabtei Martinsberg (Pannonhalma, Komitat Győr-Moson-Sopron)
- Kathedrale Unserer Lieben Frau und des heiligen Adalbert (Gran, Komitat Komárom-Esztergom)[35]
- Pfarrkirche St. Gotthard (Mosonmagyaróvár, Komitat Győr-Moson-Sopron)[36]
- Grabkapelle der Alexandra Pawlowna Romanowa (Üröm, Komitat Pest)

## Tschechien
- Veitsdom (Prager Burg, Prag)
- Wenzelsdom (Olmütz, Mähren)[37]

## Slowenien
- Zisterzienserabtei Sittich (Sittich, Krain)[38]

## Schweiz
- Kloster Muri (Loretokapelle; Muri, Aargau)
- Kloster Wettingen (Wettingen, Aargau)[39]
- Kloster Rheinau (Rheinau, Kanton Zürich)
- Kloster Königsfelden (Kenotaph; Windisch, Aargau)
- Basler Münster (Kenotaph von Gertrud von Hohenberg & Kindern; Basel, Basel-Stadt)

## Deutschland
- Domkirche St. Maria und St. Stephan (Speyer, Rheinland-Pfalz)
- Sankt-Martins-Kirche (Günzburg, Bayern)[40]
- Kloster Hedingen (Sigmaringen, Baden-Württemberg)[41]
- Friedhof III der Jerusalems- und Neuen Kirche (Berlin)[42]

## Belgien
- Liebfrauenkirche (Brügge, Flandern)[43]
- Kathedrale St. Michael und St. Gudula (Brüssel, Region Brüssel-Hauptstadt)[44]

## Frankreich
- Abteikirche Ottmarsheim  (Kloster Ottmarsheim;  Elsass, Département Haut-Rhin)[45]
- Kloster Brou (Bourg-en-Bresse, Auvergne-Rhône-Alpes)[46]

## Spanien
- Königlicher Sitz Sankt Laurentius von El Escorial (San Lorenzo de El Escorial, Region Madrid)
- Kathedrale Santa María de la Encarnación (Capilla Real; Granada)
- Monasterio de las Descalzas Reales (Madrid, Region Madrid)
- Monestir de Santa Maria de Poblet (Vimbodí i Poblet, Tarragona)[47]

## Portugal
- Kirche Nossa Senhora (Monte, Madeira)

## Schweden
- Römisch-Katholischer Friedhof (Stockholm)[48]

## Polen
- Jesuitenkirche St. Marien (Neisse, Woiwodschaft Opole)[49]
- Friedhof der Gemeinde Bestwina (Bestwina, Woiwodschaft Schlesien)[50]

## Ukraine
- Friedhof des Lukjaniwska-Gefängnisses (Kiew)[51]

## Verschollen
- Johann Orth (* 1852)

## Verwandte Geschlechter

### Haus Lothringenvor 1736
- Abteikirche Sainte-Croix/Heilig Kreuz (Bouzonville/Busendorf an der Nied, Grand Est, Frankreich)
- Kirche St-François-des-Cordeliers (Nancy, Département Meurthe-et-Moselle, Frankreich)

### Haus Meran
- Mausoleum des Erzherzogs Johann (bei Schloss Schenna, Meran, Südtirol, Italien)

### Haus Hohenberg
- Schloss Artstetten (Pfarrkirche St. Jakobus der Ältere; Artstetten-Pöbring, Niederösterreich, Österreich)

### Haus Montenuovo
- Mausoleum Batthyány-Montenuovo (Bohl, Komitat Baranya, Ungarn)